# Chanchantu
Chanchantu (Tchän-tchäntu amim,/ jedna od skupina Santiam Indijanaca, porodica Kalapooian, koji su živjeli u vrijeme kontakta na kalapooianskom govornom području u Oregonu, čija točna lokacija nije poznata. Ovo ime dali su im Indijanci Luckiamute (Lakmiut).